# Pavel Lessar
Pavel Michajlovitj Lessar (ryska: Павел Михайлович Лессар), född 1851 i Montenegro, Osmanska riket, död 21 april 1905 i Peking, var en rysk ingenjör och diplomat.
Lessar utmärkte sig som järnvägsingenjör under rysk-turkiska kriget 1877 och sedan under Michail Skobeljev i Turkestan 1878 samt utstakade 1881 den transkaspiska järnvägens sträckning. Av generalguvernören över de transkaspiska provinserna användes han i flera diplomatiska uppdrag, bland annat vid den rysk-afghanska gränsregleringen 1885. Han var senare en tid Rysslands diplomatiske agent i Buchara, där han gjorde det ryska inflytandet förhärskande, samt anlitades ofta som rådgivare i centralasiatiska angelägenheter åt regeringen i Sankt Petersburg.
Lessar var 1895–1901 ambassadråd i London och kom 1902 som rysk ambassadör till Peking, där han med framgång bekämpade den brittiska politiken samt lyckades erhålla en mängd värdefulla koncessioner av kinesiska regeringen, till exempel en starkt privilegierad ställning åt den rysk-kinesiska banken i Manchuriet. Han arbetade konsekvent för Rysslands dominerande inflytande i Ostasien, men anses förgäves ha avrådit från flera förhastade åtgärder, som påskyndade utbrottet av det rysk-japanska kriget.